# 鄒志隆
邹志隆（1584年—？），字道卿，號景熙，直隶常州府武进县人，明朝政治人物。

## 生平
萬曆三十一年（1603年）癸卯科应天鄉試举人，萬曆三十五年（1607年）丁未科进士，初授南京兵部武库司主事，历车驾司员外、郎中。
萬曆四十一年（1613年）出為江西九江府知府。萬曆四十五年（1617年）二月，升湖广副使，提督八府二州学政。萬曆四十六年（1618年）丁忧去職。泰昌元年起补山西泽州知州，天启元年本省同考，二年升兵部车驾司员外、职方司郎中，三年养病。六年起补武选司郎中。

## 家族
曾祖邹腾，庠生；祖父邹衮，庠生；父邹大颐，庠生。母张氏。具庆下。兄邹之麟（贡士）。